# Ал Пачино
Алфредо Джеймс Пачино (на английски: Alfredo James Pacino) е американски актьор.  Има сицилиански произход. Неговите дядо и баба по майчина линия имигрират в САЩ от Корлеоне. През цялата си кариера Пачино се раздвоява между любовта си към сцената и екрана. Макар че се възприема предимно като театрален актьор, филмите са тези, които го прославят по целия свят. Кариерата му обхваща пет десетилетия и над тридесет филма. В най-добрата си форма Пачино е висок 168 см. 

## Биография
Роден е в нюйоркския квартал Бронкс на 25 април 1940 г. в семейството на Салваторе и Роуз Пачино, които се развеждат, когато Пачино е още дете. Баща му Салваторе напуска семейството, когато Алфредо е още бебе и грижите за него поема неговата майка и нейните сицилиански родители. Израства в Манхатън. Като тийнейджър се захваща с каквато и да е работа, включително и като театрален разпоредител и строителен надзирател. Пачино обаче има други мечти и съвсем скоро се записва в студиото на Хърбърт Бъргоф, където изучава драма (всъщност започва с комедия, дори пее, но неговата страст е драмата) и изкуства. На седемнадесет години се премества в централната част на Ню Йорк, за да продължи театралното си образование.
Първата му роля е в театралната постановка „Hello Out There“, режисирана от неговия наставник и приятел Чарлс Лоутън. В средата на 60-те работи в „Cafe La Mama“ и в „The Living Theatre“, където изпълнява редица второстепенни роли.
Ал Пачино се записва да учи в прочутото „Актърс студио“ на Лий Страсбърг, където усвоява тайните на актьорското майсторство. В края на 60-те години работи в театъра на „Чарлс“ в Бостън, където се появява в редица постановки като „America Hurrah“ и „Awake and Sing“ (и двете през 1967). През 1968 г. се връща в Ню Йорк и участва в пиесата „The Indian Wants the Bronx“, за която печели наградата на театралната гилдия за най-добър актьор.
Следва нова награда този път за второстепенна роля за участието му в „Does a Tiger Wear a Necktie?“ (1969). През същата година сдружението на столичните драматични критици го обявява за най-обещаващия млад актьор. След като завладява сцената, Пачино решава да опита и в киното. Прави дебюта си през 1969 г. във филма „Me, Natalie“. Малко след това получава и първата си главна роля (на наркоман) в „Panic in Needle Park“ (1971) на Джери Шацбърг.
Режисьорът Франсис Форд Копола е толкова впечатлен от изпълнението му, че решава да го вземе за ролята на Майкъл Корлеоне в „Кръстникът“ („The Godfather“, 1972). Това е безспорно една от най-големите роли в модерното американско кино, въпреки скептично настроените критици към почти неизвестния дотогава Пачино, при наличието на звезди от ранга на Уорън Бийти и Джак Никълсън.
В ролята на Майкъл от ганстерската сага на Копола талантът на Пачино буквално експлодира. Филмът е приет с възторг, а Пачино получава първата си номинация за Оскар за поддържащ актьор. Две години по-късно повтаря успеха си с ролята на вече зрелия Майкъл Корлеоне в продължението „Кръстникът 2“ (1974).
За следващите си проекти Пачино сътрудничи на режисьора Сидни Лъмет и резултатът е все така впечатляващ – още две номинации за Оскар за ролите на неподкупно ченге в „Серпико“ („Serpico“, 1973) и на бисексуален банков крадец в „Кучешки следобед“ („Dog Day Afternoon“, 1975). И двата филма са добре приети заради оригиналната трактовка на актуалната тема за престъпността, а Пачино се доказва като актьор с разностранни възможности. Следва ролята му на адвокат в „И справедливост за всички“ („And Justice For All“, 1979), която му носи четвърта номинация за академична награда Оскар.
Във филма на Брайън Де Палма „Белязания“ („Scarface“, 1983) Пачино е скандалният кубински наркобос Тони Монтана, а негови партньори са Мишел Пфайфър и Робърт Лоджия. След този филм големият актьор отсъства цели 4 години от екрана. През 1989 г. се завръща със страстния трилър „Море от любов“ („Sea of Love“) с Елън Бъркин. По-късно същата година дебютира като режисьор на филма „Local Stigmatic“ (1989). Седем години по-късно втория му опит в режисурата „Looking for Richard“ е оценен високо от критиката.
90-те години са много продуктивни за Пачино. Той участва в редица големи продукции, изпълнявайки най-разнообразни роли. През 1990 г. например печели още една номинация за Оскар в раздела за второстепенна роля във филма на Уорън Бийти „Dick Tracy“ и за трети път е Майкъл Корлеоне в „Кръстникът 3“.
След толкова много номинации най-накрая Пачино получава първия си Оскар за най-добър актьор за ролята на слепия ветеран във филма на Мартин Брест „Усещане за жена“ („Scent of a Woman“, 1992), като в същото време пак е предложен за статуетката за поддържащата си роля в „Glengarry Glen Ross“. През 1993 г. отново работи под режисурата на Брайън Де Палма във филма „Пътят на Карлито“ („Carlito's Way“). През 1995 г. в тандем с Робърт де Ниро участва в запомнящия се филм на Майкъл Ман „Жега“ („Heat“).
През 1997 Пачино отново получава овации за ролята си на дребен гангстер в „Дони Браско“, където му партнира Джони Деп. През същата година се превъплъщава и в ролята на Дявола в модерната притча „Адвокат на дявола“ („The Devil's Advocate“), в който му партнират Киану Рийвс и Шарлиз Терон. Следва поредният му успех във „Вътрешен човек“ („The Insider“), в който главната роля изпълнява Ръсел Кроу.
През януари 2001 г. Пачино получава Златен глобус за цялостната си кариера.
През 2011 г. на кинофестивала във Венеция получава награда за цялостно творчество по време на премиерата на „Саломе“.

## Личен живот
Пачино никога не се е женил въпреки няколкото дълготрайни връзки с актрисите Джил Клейбърг, Марти Келър, Даян Кийтън и Бевърли д'Анжело. През 1989 г. от връзката му с преподавателката по актьорство Джан Терънт се ражда дъщеря му Джули Мари. Пачино е известен с алергията си към звездния блясък и затова стои далеч от светската суматоха. Живее в скромен апартамент в Ню Йорк. От последната си, вече бивша приятелка актрисата Бевърли Д'Анджело, с която се запознава през 1977 г. има две деца – близнаците Антон и Оливия.

## Филмография
| Година | Филм                                | Оригинално заглавие      | Роля                       | Режисьор            | Бележки                              |
| ------ | ----------------------------------- | ------------------------ | -------------------------- | ------------------- | ------------------------------------ |
| 1969   | Аз, Натали                          | Me, Natalie              | Тони                       | Фред Кое            | Филмов дебют                         |
| 1971   | Паника в Нийдъл парк                | The Panic in Needle Park | Боби                       | Джери Шацбърг       |                                      |
| 1972   | Кръстникът                          | The Godfather            | Майкъл Корлеоне            | Франсис Форд Копола | Заплата: $35 000                     |
| 1973   | Серпико                             | Serpico                  | Франк Серпико              | Сидни Лумет         |                                      |
| 1973   | Плашилото                           | Scarecrow                | Франсис Лайънъл Делбучи    | Джери Шацбърг       |                                      |
| 1974   | Кръстникът 2                        | The Godfather: Part II   | Майкъл Корлеоне            | Франсис Форд Копола | Заплата: $500 000+10% от печалбата   |
| 1975   | Кучешки следобед                    | Dog Day Afternoon        | Сони                       | Сидни Лумет         |                                      |
| 1977   | Боби Диърфийлд                      | Bobby Deerfield          | Боби Дийрфийлд             | Сидни Полак         |                                      |
| 1979   | И справедливост за всички           | And Justice for All      | Артър Къркланд             | Норман Джуисън      |                                      |
| 1980   | Фатален партньор                    | Cruising                 | Стив Бърнс                 | Уилям Фридкин       |                                      |
| 1982   | Автора! Автора!                     | Author! Author!          | Иван Травалян              | Артър Хилър         |                                      |
| 1983   | Белязаният                          | Scarface                 | Тони Монтана               | Брайън Де Палма     |                                      |
| 1985   | Революция                           | Revolution               | Том Боб                    | Хю Хъдзън           |                                      |
| 1989   | Море от любов                       | Sea of Love              | Франк Келър                | Харолд Бекер        |                                      |
| 1990   | Дик Трейси                          | Dick Tracy               | Big Boy Caprice            | Уорън Бейти         |                                      |
| 1990   | Кръстникът 3                        | The Godfather: Part III  | Майкъл Корлеоне            | Франсис Форд Копола | Заплата: $5 000 000                  |
| 1990   | Местиният Стигматик                 | The Local Stigmatic      | Греъм                      | Дейвид Уилър        |                                      |
| 1991   | Франки и Джони                      | Frankie and Johnny       | Джони                      | Гари Маршал         |                                      |
| 1992   | Усещане за жена                     | Scent of a Woman         | Франк Слейд                | Мартин Брест        | награда „Оскар“ за главна мъжка роля |
| 1992   | Гленгъри Глен Рос                   | Glengarry Glen Ross      | Рики Рома                  | Джеймс Фоули        |                                      |
| 1993   | Пътят на Карлито                    | Carlito’s Way            | Карлито (Чарли) Бриганте   | Брайън Де Палма     |                                      |
| 1995   | Жега                                | Heat                     | Винсънт Хана               | Майкъл Ман          |                                      |
| 1995   | 25 цента                            | Two Bits                 | Gitano Sabatoni            | Джеймс Фоули        |                                      |
| 1996   | Крал Ричард                         | Looking for Richard      |                            | Ал Пачино           | Режисьор                             |
| 1996   | Кметството                          | City Hall                | Джон Папас                 | Харолд Бекер        |                                      |
| 1997   | Адвокат на Дявола                   | The Devil’s Advocate     | Джон Милтън                | Тейлър Хекфорд      |                                      |
| 1997   | Дони Браско                         | Donnie Brasco            | Бенджамин (Лефти) Руджейро | Майк Нюуел          |                                      |
| 1999   | Всяка една неделя                   | Any Given Sunday         | Тони Д'Амато               | Оливър Стоун        |                                      |
| 1999   | Вътрешен човек                      | The Insider              | Лоуел Бергман              | Майкъл Ман          |                                      |
| 2000   | Китайско кафе                       | Chinese Coffee           | Хари Ливайн                | Ал Пачино           | Също е и режисьор                    |
| 2002   | Симон                               | Simone                   | Виктор Тарански            | Ендрю Никол         | Заплата: $11 000 000                 |
| 2002   | Опасно безсъние                     | Insomnia                 | Уил Дормър                 | Кристофър Нолан     |                                      |
| 2002   | Всички мои познати                  | People I Know            | Илай Уърмън                | Дениел Олгрант      |                                      |
| 2003   | Фермата                             | The Recruit              | Уолтър Бърк                | Роджър Доналдсън    |                                      |
| 2003   | Ангели в Америка                    | Angels in America        | Roy Cohn                   | Майк Никълс         |                                      |
| 2003   | Трудна свалка                       | Gigli                    | Старкман                   | Мартин Брест        |                                      |
| 2004   | Венецианският търговец              | Merchant of Venice       | Шайлок                     | Майкъл Редфорд      |                                      |
| 2005   | Хазарт                              | Two for the Money        | Уолтър Ейбръмс             | Ди Джей Карузо      |                                      |
| 2007   | Бандата на Оушън 3                  | Ocean’s Thirteen         | Уили Банк                  | Стивън Содърбърг    |                                      |
| 2007   | 88 Минути                           | 88 Minutes               | Джак Грам                  | Джон Авнет          |                                      |
| 2007   | Дали и аз: Сюрреалистичната история |                          | Салвадор Дали              |                     |                                      |
| 2008   | Праведно убийство                   | Righteous Kill           | Дейвид Фиск                | Джон Авнет          |                                      |
| 2010   | Не познавате Джак                   | You Don't Know Jack      | Джак Кеворкян              | Бари Левинсън       |                                      |
| 2011   | Джак и Джил                         | Jack & Jill              | Ал Пачино (играе себе си)  | Денис Дугън         |                                      |
| 2012   | Станете момчета                     | Stand Up Guys            | Вал                        | Фишър Стивънс       |                                      |
| 2013   | Фил Спектър                         | Phil Spector             | Фил Спектър                | Дейвид Мамет        | ТВ филм                              |
| 2014   | Унижение                            | The Humbling             | Саймън Акслър              | Бари Левинсън       |                                      |
| 2014   | Манглхорн                           | Manglehorn               | Ей Джей Мангълхорн         | Дейвид Гордън Грин  |                                      |
| 2015   | Дани Колинс                         | Danny Collins            | Дани Колинс                | Дан Фогелман        |                                      |
| 2021   | Домът на Гучи                       | House of Gucci           | Алдо Гучи                  | Ридли Скот          |                                      |

## Отказани роли
- „Междузвездни войни“ (1977) – ролята получава Харисън Форд.
- „Крамър срещу Крамър“ (1979) – ролята получава Дъстин Хофман.
- „Апокалипсис сега“ (1979) – ролята получава Мартин Шийн.
- „Роден на четвърти юли“ (1989) – ролята получава Том Круз.
- „Хубава жена“ (1990) – ролята получава Ричърд Гиър.
- „Аленият прилив“ (1995) – ролята получава Джийн Хекман.